# 조지 듀몬트
조지 헨리 듀몬트(George Henry Dumont, 1895년 11월 13일 ~ 1956년 10월 13일)는 미국의 전 프로 야구 선수이다. 1910년대에 메이저 리그 베이스볼 (MLB)에서 투수로 활약하였으며, 우투우타였다. 5시즌 동안 워싱턴 세너터스, 보스턴 레드삭스에서 뛰었다. 통산 77경기에 출전해 347이닝을 던지며 10승 23패, 14완투, 4완봉, 2.85의 평균자책점을 기록했다.